# أسماء أفسر الدين
أسماء أفسار الدين (بالإنجليزية: Asma Afsaruddin)‏ أستاذة في قسم لغات وثقافات الشرق الأدنى بجامعة إنديانا في بلومنجتون. كانت أستاذة مشاركة في الدراسات العربية والإسلامية في جامعة نوتردام بولاية إنديانا.

## السيرة
عملت سابقًا في التدريس في جامعة هارفارد وجامعة جونز هوبكنز، حيث حصلت على درجة الدكتوراه في عام 1993. تشمل مجالات تخصصها الفكر الديني والسياسي للإسلام، ودراسة النصوص الإسلامية الأساسية (القرآن والحديث)، فضلاً عن دراسات النوع الاجتماعي.
أفسار الدين عضو في هيئة تحرير نشرة جمعية دراسات الشرق الأوسط، التي نشرتها مطبعة جامعة كامبريدج. كانت محررة في موسوعة روتليدج للحضارة الإسلامية في العصور الوسطى ومستشارة في قاموس أكسفورد للإسلام (2002). 
أفسار الدين ترأس مجلس إدارة مركز دراسة الإسلام والديمقراطية. وهي عضو أيضًا في اللجان الاستشارية لمبادرة العالم الإسلامي التابعة لمعهد الولايات المتحدة للسلام ومنظمة كرامة لحقوق الإنسان.

## الجوائز
في عام 2015 حصلت على جائزة الكتاب العالمي (Jayezeh Jahani) لأفضل كتاب جديد في الدراسات الإسلامية من قبل الرئيس الإيراني حسن روحاني عن كتابها الجهاد في طريق الله: الجهاد والشهادة في الفكر الإسلامي. حصل الكتاب أيضًا على المركز الثاني لجائزة كتاب جمعية الصداقة البريطانية الكويتية في عام 2014.

## المنشورات
- قضايا معاصرة في الإسلام (Contemporary Issues in Islam) (مطبعة جامعة إدنبرة، 2015).
- الكفاح في سبيل الله: الجهاد والشهادة في الفكر الإسلامي (Striving in the Path of God: Jihad and Martyrdom in Islamic Thought) (مطبعة جامعة أكسفورد، 2013).
- المسلمون الأوائل: التاريخ والذاكرة (The First Muslims: History and Memory) (أكسفورد: منشورات ون وورلد، 2008)
- التميز والأسبقية: الخطاب الإسلامي في العصور الوسطى حول القيادة الشرعية (Excellence and Precedence: Medieval Islamic Discourse on Legitimate Leadership) (ليدن: إي جيه بريل، 2002)
- التأويل والشرف: التفاوض على الفضاء «العام» للإناث في المجتمعات الإسلامية (Hermeneutics and Honor: Negotiation of Female "Public" Space in Islamic/ate Societies) / أكلت (كامبريدج، ماساتشوستس: جامعة هارفارد، 1999)
- الثقافة واللغة في الشرق الأدنى: مقالات في تكريم جورج كروتكوف (Culture, and Language in the Near East : Essays in Honor of Georg Krotkoff) (أيزنبراونس: بحيرة وينونا، إنديانا، 1997)
- مقالة «أنماط الشرعية البديلة: الجدل السُّني الشيعي حول الإمامة السياسية» في كتاب تاريخ الإسلام والذي حرره البروفيسور أرماندو سالفاتوري.[6]
- أفسارودين، أسماء (1/6/2007). "باستطاعة المسلمين ممارسة دينهم وأن يكونوا ديمقراطيين في نفس الوقت". مركز الشرق العربي. مؤرشف من الأصل في 2020-08-14. اطلع عليه بتاريخ 2020-08-14. {{استشهاد ويب}}: تحقق من التاريخ في: |تاريخ= (مساعدة)

## روابط خارجية
- عضو هيئة تدريس، قسم لغات وثقافات الشرق الأدنى، جامعة إنديانا، بلومنجتون: أسماء أفسار الدين
- بوصلة الدين على الإنترنت: أسماء أفسار الدين